# Émile Fournier
Pour les articles homonymes, voir Fournier.
Émile Fournier, né le 15 septembre 1889 à Badonviller et mort le 29 octobre 1970 dans la même ville, est un homme politique français.

## Détail des fonctions et des mandats
Mandat parlementaire
- 8 décembre 1946 - 7 novembre 1948 : Sénateur de Meurthe-et-Moselle